# العيون السود
العيون السود عُرِفَت أيضًا باسم «عملت ايه فينا السنين» هي أغنية من تأليف محمد حمزة وبليغ حمدي وغناء المطربة وردة الجزائرية، صدرت في عام 1972. تُعد الأغنية من كلاسيكيات الأغاني العربية القديمة، وتتشابك القصة المؤثرة للأغنية مع التاريخ الغني للموسيقى العربية، وتعكس الرومانسية القوية بين الفنانين المشهورين وردة وبليغ. وُلِّدَت الأغنية من التعاون بين الملحن بليغ حمدي والشاعر الموهوب محمد حمزة، ونسجت الأغنية قصة آسرة عن الحب والإِشتياق من خلال ألحانها المؤلمة وكلماتها المثيرة للذكريات؛ إذ كُتِبَت الأغنية نتيجة لقاء صدفة بين بليغ حمدي ووردة. تُعد الأغنية انعكاساً مؤثراً للتغيير الشخصي والفني الذي طرأ على وردة بعد لقائها ببليغ، قبل زواجها من الضابط الجزائري جمال قصيري، وحتى عودتها إلى الساحة الموسيقية المصرية. أضفت تركيبة بليغ حمدي الممزوجة بأبيات محمد حمزة عمقًا من العاطفة على الأغنية.
إلى جانب جمالها الغنائي، أصبحت أغنية «العيون السود» رمزًا للرومانسية بين عملاقي الموسيقى العربية وردة وبليغ حمدي، تضيف علاقتهما المضطربة طبقات من التعقيد إلى حكاية الأغنية. تقف الأغنية بمثابة شهادة مؤثرة على قوة الحب والفنية الدائمة في المشهد الموسيقي العربي. ظهرت الأغنية في فيلم صوت الحب (1973)، حيث غنّت وردة الأغنية في مشهد في أكروبوليس في أثينا، اليونان.
تتميز الأغنية بلحن حزين مصحوب بكلمات شعرية تستكشف موضوعات الحب والشوق ووجع القلب. يؤكد الناقد الموسيقي شريف حسن أن وردة تعتبر أغنية «العيون السود» أهم أغانيها لأنها ترمز إلى علاقة الحب العميقة التي تربطها ببليغ. ومن خلال كلمات وألحان بليغ، تشبعت وردة بعاطفته الشديدة التي لخصت جوهره الفني وفلسفته، والتي نقلتها وردة بصوتها من خلال غنائها الصادق.

## حكاية الأغنية

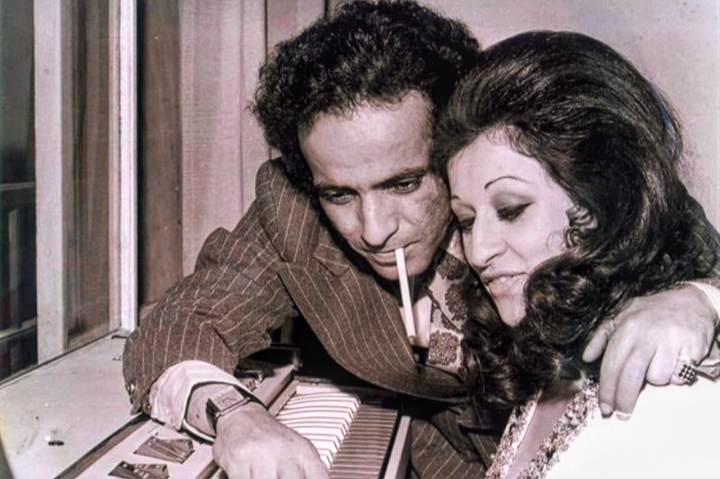
بليغ حمدي ووردة سنة زواجهما، 1972.

بدأت العلاقة بين بليغ حمدي ووردة الجزائرية، مع إعجاب وردة بألحان حمدي، خاصة بعد سماعها أعماله في فيلم الوسادة الخالية (1957). ورغم بعد المسافة والظروف، زاد انبهار وردة بموسيقى حمدي، مما أدى إلى رغبتها في مقابلته شخصيًا. التقت طرقهما أخيرًا عندما دُعيَت وردة إلى مصر لتمثيل فيلم ألمظ وعبده الحامولي (1962). اشتعلت شرارة الحب خلال لقائهما الأول، حيث اهتز حمدي بحضور وردة. على الرغم من مواجهة المعارضة العائلية لزواجهما، إلا أن حبهما استمر حتى بعد زواجها في الجزائر واعتزالها الغناء.
يعود كتابة أغنية «العيون السود» إلى حالة بليغ حمدي، المستوحاة من عاطفته العميقة تجاه فقد وردة خلال تلك السنين. بالتعاون مع محمد حمزة في التأليف، تكشف كلمات الأغنية حكايتها، والتي تصور رحلة وردة المضطربة بما في ذلك زواجها من الضابط الجزائري جمال قصيري، وكيل وزارة التجارة الجزائرية، وهو شخصية ذات سلطة، تزوجها سنة 1962 واتفقا معًا على اعتزال الغناء والبقاء في المنزل. كانت قد تزوجت منه وأنجبت له طفليها رياض ووداد، وأمضت معه عقدًا من الزمن، في ذلك الوقت، امتنع بليغ حمدي من الزواج بفتاة أخرى، أو بالأحرى لم يدخل في علاقة حب. على الرغم من سنوات غياب وردة عن الساحة الموسيقية، إلا أن لقاءً صدفة أشعل شرارة الشوق والإبداع داخل بليغ حمدي، مما أدى إلى ظهور الأغنية.
بعد أن ابتعدت وردة عن مساعيها الفنية، وجدت نفسها بدعوة من الرئيس الجزائري هواري بومدين بين الفنانين المصريين في الجزائر احتفالاً بذكرى عيد الاستقلال، وخلال احتفالات عيد الثورة الجزائرية، اقترح بومدين عودة وردة إلى الغناء، وقرروا أنها ستغني للجيش والثورة، وأن يذهب بليغ إلى هناك ليلحن الاحتفال. كان حينها قد كتب بليغ حمدي كلمات أغنية «العيون السود» شوقاً إلى وردة، كما كان قد لحنها على العود، وكأنها تلخصت مشاعره في المقطع الأول من الأغنية:
| العيون السود | وعملت إيهفينا السنينفرّقتنا؟ لا غيّرتنا؟ لاولا دوّبتفينا الحنين | العيون السود |

عاد حينها بليغ إلى مصر بصوت وردة وقلبها. كان هذا الحدث بمثابة نقطة تحول، مما دفع وردة إلى إكمال حياتها هناك ومرافقتها له إلى القاهرة. كان يشير بليغ إلى وردة بأم «العيون السود» وبذلك كتب ولحن لها الأغنية؛ ومنها غنت له وردة:«قد العيون السود بحبك». ساهم الشاعر محمد حمزة في إكمال الأغنية. أشار وجدي الحكيم إلى قدرة الأغنية على نقل قصة حب وردة بشكل واضح، وتصوير انفصال العاشق العاطفي ببلاغة.

## كلمات الأغنية

وردة في فيلم صوت الحب وهي تغني العيون السود.

وعملت ايه فينا السنين عملت ايه
فرقتنا لا غيرتنا لا ولا دوبت فينا الحنين
السنين
لا الزمان ولا المكان قدروا يخلو حبنا
ده يبقى كان يبقى كان الزمان
وبحبك والله بحبك والله والله والله بحبك
قد العيون السود احبك
وانت عارف منتا عارف قد ايه كتيرة وجميلة
العيون السود في بلدنا يا حبيبي
أحبك والله بحبك والله والله والله بحبك
قد أغاني الصبر بحبك
وانته عارف قلنا ايه فيها كل ليله
وقال معانا الناي في سهرنا يا حبيبي
أحبك والله بحبك والله والله والله بحبك
قد اللي فات من عمري بحبك
قد اللي جاي من عمري بحبك
وشوف قد ايه شوف قد ايه بحبك
اللي كان هو اللي كان
قدر يغيروا في يوم الزمان
لا الزمان ولا المكان قدروا يخلوا حبنا
ده يبقى كان
كل ليله من ليالي البعد عدت عليه
وانت مش جمبي يا روحي يا نور عنيه
وحبي فيها كان بيكبر من ليله واكتر
والله من ليله واكتر
قد كل الليالي ديا واكتر شوي
بحبك
وقد عمري ونور عنيه يا نور عنيه
بحبك
كل غنوه عالفرح كانت عالجرح كانت
عالصبر كانت عالحب كانت
كتبها وقلتها كانت عشانك
كل دمعة دمعة دمعة
عالخد سالت عالرمش نامت فعيون ما نامت
من الدنيا عانت
وجرح الهوى ما لش دوى إلا فحنانك
قد كل كلام في الحب اتقال في الصبر اتقال
بحبك
ليلي وانا سهران سنين ما بنام وبقول موال
بحبك
قد اللي فات من عمري بحبك
قد اللي جاي من عمري بحبك
وشوف قد ايه بحبك

## الجدل القانوني
ووسط الشعبية المتزايدة للأغنية، نشأت خلافات قانونية بين بليغ حمدي والمغنية الشهيرة نجاة الصغيرة، مما أدى إلى حظر مؤقت للأغنية، ومع ذلك، من خلال المفاوضات الدبلوماسية وروح المصالحة، حُلَت القضية الخلافية، مما سمح للأغنية بأن تزين موجات الأثير مرة أخرى بلحنها المؤلم.

## النهضة الفنية والتأثير
شكلت عودة وردة إلى مصر علامة فارقة في مسيرتها المهنية، مدفوعًا بشغفها الذي لا يتزعزع بالموسيقى وتشجيع بليغ حمدي. وقد توج لم شملهم بأداء ساحر في الحفلات خصوصاً في حفل أضواء المدينة، حيث بثت وردة الحياة بأغنية «العيون السود»، وأسرت الجماهير بغنائها المثير. تخطى صدى الأغنية الحدود في جميع أنحاء العالم العربي، وأعاد التأكيد على مكانة وردة كرمز موسيقي.

### الإرث
تبقى أغنية «العيون السود» بمثابة شهادة خالدة على الرومانسية الدائمة بين وردة وبليغ، على الرغم من التحديات التي واجهوها، إلا أن قصة حبهم لا تزال تلهم أجيالًا من الفنانين، حيث خُلِّدَا من الموسيقى المؤثرة والكلمات المؤلمة للأغنية. كما تقف الأغنية بمثابة شهادة على القوة الدائمة للحب والموسيقى والتعاون الفني، تستمر قصة حب بليغ حمدي ووردة الجزائرية في أسر الجماهير، حيث تعمل موسيقاهما بمثابة تذكير خالد بعاطفتهما الدائمة. وحتى بعد وفاتهم، فإن إرثهم لا يزال حيًا من خلال عدد لا يحصى من المعجبين الذين ما زالوا متأثرين بفنهم وشغفهم. مما يثري النسيج الثقافي في موسيقى العالم العربي.
وقام عدد من المطربين بغناء الأغنية منهم شيرين، وفضل شاكر، ومي فاروق، ونانسي عجرم، ووائل جسار، ومحمد عساف وآخرون.

## وصلات خارجية
- العيون السود من فيلم صوت الحب على يوتيوب.
- حكاية أغنية بودعك صادر عن الجزيرة الوثائقية.